# هانتینگفیلد، سافک
هانتینگفیلد (به انگلیسی: Huntingfield) یک روستا و محله مدنی در بریتانیا است که در Suffolk Coastal واقع شده‌است. هانتینگفیلد ۱۸۸ نفر جمعیت دارد.